# Virvelvinden, Liseberg
Virvelvinden var en åkattraktion på nöjesfältet Liseberg i Göteborg, Sverige.
Den senare versionen av attraktionen hade premiär 1969 och bestod av nio gondoler som vardera kunde ta fyra personer, alltså hade attraktionen plats för totalt 36 personer åt gången.
Gondolerna satt fast på en horisontell axel, som i sin tur satt fast på en roterande skiva med en diameter på 18 meter. Underlaget för skivan lutade och bestod av små backar. När attraktionen startade roterade skivan. Gondolerna snurrade i sin tur runt, men oregelbundet beroende på backarna och passagerarnas egna viktförflyttningar. Passagerarna kunde alltså till viss del själva påverka rotationen av sin gondol.
Attraktionen var tillverkad av Anton Schwarzkopf i Tyskland, och för att åka krävdes det att man var längre än 130 cm lång, eller 110 cm i vuxens sällskap.
Sommaren 2021 gjorde Virvelvinden sin sista säsong och togs sedan bort ur attraktionsutbudet för att göra plats för kommande nyheter. Virvelvinden monterades ner men förvaras så att den kan användas eller visas i framtiden.

## Historia
Olika versioner av virvelvinden har förekommit på Liseberg sedan 1929. Den första versionen gick under namnet Virveln och stod i de centrala delarna av Liseberg. Under säsongen 1948 ingick inte attraktionen i parkens utbud men återkom säsongen därpå och placerades i närheten av den södra entrén. Inför säsongen 1969 byggdes den nuvarande versionen av Virvelvinden som placerades på samma plats där Farfars bil placerades 2013. 1979 flyttades Virvelvinden till Lisebergs trädgårdar och 1985 placerades den på platsen där den stod fram till nedmonteringen.

## Bilder
- Wikimedia Commons har media som rör Virvelvinden, Liseberg.

|  |  |